# Gran Premio d'Italia 2014
Il Gran Premio d'Italia 2014 è stata la tredicesima prova della stagione 2014 del campionato mondiale di Formula 1. La gara, disputatasi domenica 7 settembre 2014 sul circuito di Monza, è stata vinta da Lewis Hamilton su Mercedes. Hamilton, al suo ventottesimo successo nel mondiale, ha preceduto sul traguardo il suo compagno di squadra Nico Rosberg e Felipe Massa su Williams-Mercedes.

## Vigilia

### Sviluppi futuri
La scuderia statunitense Haas F1 Team (che ha cambiato la sua denominazione dalla precedente Haas Formula) che è pronta a entrare nel mondiale, a partire dal 2016, annuncia che disporrà di motori forniti dalla Ferrari.
Viene comunicata la prima bozza di calendario per la stagione 2015. L'inizio della stagione è fissato il 15 marzo col Gran Premio d'Australia, mentre il campionato termina il 22 o 29 novembre ad Abu Dhabi. Le gare salgono a 20 col ritorno del Gran Premio del Messico, posizionato in ottobre.
La Williams conferma Valtteri Bottas e Felipe Massa quali piloti titolari per la stagione 2015.

### Aspetti tecnici
La Pirelli, fornitrice unica degli pneumatici, porta, per questo Gran Premio, la mescola media e quella dura.
Per ragioni di sicurezza viene asfaltata la via di fuga all'esterno della Parabolica. Questa decisione viene criticata in quanto rende meno selettiva, per i piloti, la curva stessa. La FIA indica due zone del tracciato ove è possibile azionare il DRS: la prima lungo il rettifilo principale, con punto per la determinazione del distacco tra piloti fissato alla Parabolica; la seconda sul rettilineo che porta dalle curve di Lesmo, con detection point stabilito alla seconda di Lesmo, fino alla Variante Ascari.
La Red Bull Racing fornisce a Sebastian Vettel un nuovo telaio, a partire da questa gara. Per il pilota tedesco è il secondo cambio di telaio in stagione, dopo quello avvenuto dal Gran Premio di Spagna.

### Aspetti sportivi
L'ex pilota di F1 Derek Warwick è nominato commissario aggiunto per il Gran Premio da parte della FIA. Ha già svolto in passato questa funzione, l'ultima al Gran Premio di Monaco.
André Lotterer rinuncia a correre per la Caterham, che così richiama Kamui Kobayashi. Era stata prospettata l'ipotesi che fosse lo spagnolo Roberto Merhi a correre la gara da pilota titolare, tanto che la scuderia aveva richiesto l'emissione per lui della Superlicenza FIA, ma, successivamente, è stato annunciato solo il suo utilizzo nelle prime prove libere del venerdì. È stata nuovamente messa in dubbio la prosecuzione dell'impegno di Max Chilton con la Marussia, come già avvenuto prima del Gran Premio del Belgio. Il pilota britannico è stato comunque confermato quale pilota titolare.
Oltre all'esordio di Merhi, che ha preso la vettura di Kobayashi, nelle prime prove libere del venerdì hanno sostituito i piloti titolari anche Giedo van der Garde (alla Sauber al posto di Adrian Sutil), Charles Pic (per la prima volta in stagione alla Lotus, in luogo di Romain Grosjean) e Daniel Juncadella (in Force India). Juncadella ha svolto solo la prima mezz'ora di sessione, prima di cedere la vettura a Sergio Pérez.

## Prove

### Resoconto
Lewis Hamilton è stato il più veloce nella prima sessione di prove: il pilota della Mercedes ha preceduto un altro conduttore britannico, Jenson Button. Al terzo posto ha chiuso Nico Rosberg, compagno di team di Hamilton. Il vincitore delle ultime due gare, Daniel Ricciardo, è stato penalizzato da un problema al propulsore, che ne ha limitato la presenza nella sessione.
Nella seconda sessione Nico Rosberg scala il primo posto, precedendo di 61 millesimi Lewis Hamilton: il pilota inglese ha potuto provare la sua vettura solo dopo un'ora dall'inizio delle prove, per un problema al propulsore; al terzo posto della graduatoria si classifica Kimi Räikkönen, che precede l'altro ferrarista Fernando Alonso. I tempi tra i migliori sono molto vicini, tanto che ben 12 piloti sono racchiusi un secondo dal tempo di Rosberg.
Al sabato Hamilton è tornato a comandare la classifica dei tempi, precedendo Alonso e Valtteri Bottas e Felipe Massa. L'altro pilota della Mercedes, Nico Rosberg, non ha potuto prendere parte alla sessione per un problema tecnico alla trasmissione, che fa temere la necessità della sostituzione del cambio prima delle qualifiche. Anche Sergio Pérez ha scontato dei problemi al cambio, mentre il russo Daniil Kvjat ha dovuto sostituire per la sesta volta il motore della sua vettura, e perciò sconterà una penalizzazione di dieci posizioni sulla griglia di partenza.

### Risultati
Nella prima sessione del venerdì si è avuta questa situazione:
| Pos | Nº | Pilota         | Costruttore      | Tempo    | Gap    | Giri |
| --- | -- | -------------- | ---------------- | -------- | ------ | ---- |
| 1   | 44 | Lewis Hamilton | Mercedes         | 1'26"187 |        | 25   |
| 2   | 22 | Jenson Button  | McLaren-Mercedes | 1'26"810 | +0"623 | 27   |
| 3   | 6  | Nico Rosberg   | Mercedes         | 1'26"995 | +0"808 | 26   |

Nella seconda sessione del venerdì si è avuta questa situazione:
| Pos | Nº | Pilota         | Costruttore | Tempo    | Gap    | Giri |
| --- | -- | -------------- | ----------- | -------- | ------ | ---- |
| 1   | 6  | Nico Rosberg   | Mercedes    | 1'26"225 |        | 41   |
| 2   | 44 | Lewis Hamilton | Mercedes    | 1'26"286 | +0"061 | 16   |
| 3   | 7  | Kimi Räikkönen | Ferrari     | 1'26"331 | +0"106 | 31   |

Nella sessione del sabato mattina si è avuta questa situazione:
| Pos | Nº | Pilota          | Costruttore       | Tempo    | Gap    | Giri |
| --- | -- | --------------- | ----------------- | -------- | ------ | ---- |
| 1   | 44 | Lewis Hamilton  | Mercedes          | 1'25"519 |        | 23   |
| 2   | 14 | Fernando Alonso | Ferrari           | 1'25"931 | +0"412 | 13   |
| 3   | 77 | Valtteri Bottas | Williams-Mercedes | 1'26"090 | +0"571 | 19   |

## Qualifiche

### Resoconto
Nella prima fase delle qualifiche il tempo migliore è segnato da Lewis Hamilton, che stacca Nico Rosberg di un decimo e mezzo. Subito dietro si classificano le due Williams; il primo pilota con una vettura non motorizzata dalla Mercedes è Jean-Éric Vergne su STR-Renault. Vengono eliminate tre coppie di piloti: i due della Lotus, i due della Marussia e i due della Caterham.
In Q2 Lewis Hamilton conferma ancora la testa della graduatoria, davanti a Rosberg e alle due Williams. Più intensa la lotta per entrare nella fase decisiva. All'ultimo tentativo Kevin Magnussen estromette Kimi Räikkönen dai migliori dieci. Oltre al finnico sono eliminati anche i due piloti della Toro Rosso, i due della Sauber e Nico Hülkenberg.
Nella fase decisiva, dopo i primi tentativi, Hamilton è ancora al comando, sempre davanti al compagno di team Nico Rosberg. Bottas è terzo, dopo aver ottenuto un ottimo primo parziale. Al secondo tentativo nessun pilota riesce a battere il tempo ottenuto dal britannico, che così conquista la sua trentaseiesima pole position nel mondiale di F1. Rosberg chiude secondo, mentre la seconda fila è monopolizzata dai due della Williams.
Al termine della sessione di qualifica, il pilota della Caterham, Marcus Ericsson, è punito dai commissari per non aver rispettato doppie bandiere gialle durante la terza sessione di prove libere: deve così partire dalla pit lane; inoltre, pena aggiuntiva, gli sono stati inflitti tre punti di penalizzazione sulla Superlicenza.

### Risultati
Nella sessione di qualifica si è avuta questa situazione:
| Pos                         | Nº | Pilota            | Costruttore             | Q1       | Q2       | Q3       | Griglia |
| --------------------------- | -- | ----------------- | ----------------------- | -------- | -------- | -------- | ------- |
| 1                           | 44 | Lewis Hamilton    | Mercedes                | 1'25"363 | 1'24"560 | 1'24"109 | 1       |
| 2                           | 6  | Nico Rosberg      | Mercedes                | 1'25"493 | 1'24"600 | 1'24"383 | 2       |
| 3                           | 77 | Valtteri Bottas   | Williams-Mercedes       | 1'26"012 | 1'24"858 | 1'24"697 | 3       |
| 4                           | 19 | Felipe Massa      | Williams-Mercedes       | 1'25"528 | 1'25"046 | 1'24"865 | 4       |
| 5                           | 20 | Kevin Magnussen   | McLaren-Mercedes        | 1'26"337 | 1'25"973 | 1'25"314 | 5       |
| 6                           | 22 | Jenson Button     | McLaren-Mercedes        | 1'26"328 | 1'25"630 | 1'25"379 | 6       |
| 7                           | 14 | Fernando Alonso   | Ferrari                 | 1'26"514 | 1'25"525 | 1'25"430 | 7       |
| 8                           | 1  | Sebastian Vettel  | Red Bull Racing-Renault | 1'26"631 | 1'25"769 | 1'25"436 | 8       |
| 9                           | 3  | Daniel Ricciardo  | Red Bull Racing-Renault | 1'26"721 | 1'25"946 | 1'25"709 | 9       |
| 10                          | 11 | Sergio Pérez      | Force India-Mercedes    | 1'26"569 | 1'25"863 | 1'25"944 | 10      |
| 11                          | 26 | Daniil Kvjat      | STR-Renault             | 1'26"261 | 1'26"070 | N.D.     | 21      |
| 12                          | 7  | Kimi Räikkönen    | Ferrari                 | 1'26"689 | 1'26"110 | N.D.     | 11      |
| 13                          | 25 | Jean-Éric Vergne  | STR-Renault             | 1'26"140 | 1'26"157 | N.D.     | 12      |
| 14                          | 27 | Nico Hülkenberg   | Force India-Mercedes    | 1'26"371 | 1'26"279 | N.D.     | 13      |
| 15                          | 99 | Adrian Sutil      | Sauber-Ferrari          | 1'27"034 | 1'26"588 | N.D.     | 14      |
| 16                          | 21 | Esteban Gutiérrez | Sauber-Ferrari          | 1'26"999 | 1'26"692 | N.D.     | 15      |
| 17                          | 13 | Pastor Maldonado  | Lotus-Renault           | 1'27"520 | N.D.     | N.D.     | 16      |
| 18                          | 8  | Romain Grosjean   | Lotus-Renault           | 1'27"632 | N.D.     | N.D.     | 17      |
| 19                          | 10 | Kamui Kobayashi   | Caterham-Renault        | 1'27"671 | N.D.     | N.D.     | 18      |
| 20                          | 17 | Jules Bianchi     | Marussia-Ferrari        | 1'27"738 | N.D.     | N.D.     | 19      |
| 21                          | 4  | Max Chilton       | Marussia-Ferrari        | 1'28"247 | N.D.     | N.D.     | 20      |
| 22                          | 9  | Marcus Ericsson   | Caterham-Renault        | 1'28"562 | N.D.     | N.D.     | PL      |
| Tempo limite 107%: 1'31"338 |    |                   |                         |          |          |          |         |

In grassetto sono indicate le migliori prestazioni in Q1, Q2 e Q3.

## Gara

### Resoconto
Allo spegnimento del semaforo la partenza del poleman Lewis Hamilton non è felice: il britannico è passato sia da Nico Rosberg che da Kevin Magnussen e Felipe Massa. Seguono poi Sebastian Vettel, Jenson Button, Fernando Alonso e le due Force India. Pessima la partenza di Valtteri Bottas, che si ritrova undicesimo davanti a Ricciardo che ha tagliato la prima variante.
Al quinto giro Magnussen è passato, in successione, prima da Massa poi da Hamilton, retrocedendo così in quarta posizione. Al nono giro Rosberg arriva lungo alla prima variante, mantenendo però il comando della corsa. Un giro dopo Hamilton, sempre alla prima variante, passa anche Massa e si porta al secondo posto. Nelle retrovie si fa largo l'altro pilota della Williams, Valtteri Bottas, che scala la classifica fino al quinto posto, al giro 18. Dietro ancora Jenson Button, seguito da Fernando Alonso. Vettel, invece ha effettuato il suo primo pit stop al giro 19.
Al giro 21 Bottas ha la meglio anche su Magnussen e sale al quarto posto; un giro dopo quest'ultimo effettua il suo cambio gomme, così come Alonso. Ancora un giro ed è il turno di Button: l'inglese rientra in pista davanti al ferrarista. Il pit stop del duo di testa non altera la graduatoria. Come spesso accade al box Williams, Bottas arretra nuovamente alle spalle di Vettel e Magnussen.
Al ventinovesimo passaggio Rosberg va ancora lungo alla prima variante, ed è passato da Lewis Hamilton, che così prende il controllo della gara. A seguire il duo della Mercedes è Massa, che precede Daniil Kvjat (che non ha ancora cambiato gli pneumatici) poi Sebastian Vettel, che dopo la girandola delle soste, precede Magnussen. Al settimo posto c'è Bottas, che precede Sergio Pérez. Nello stesso giro Alonso si ritira per un problema al motore elettrico. L'asturiano interrompe così la sua serie di risultati utili che si era aperta nel Gran Premio di Abu Dhabi 2013 e di conseguenza anche la sua striscia di prove del mondiale concluse consecutivamente che durava dal Gran Premio di Cina 2013. Per la Ferrari, invece, si tratta del primo ritiro dovuto a ragioni meccaniche dal Gran Premio della Malesia 2010.
Bottas e Magnussen danno vita a un bel duello. La difesa del danese, però, è penalizzata con 5 secondi da scontare in un eventuale nuovo pit stop o che verranno sommati al tempo totale di gara; Bottas ha la meglio al 37º passaggio. Tre giri dopo il finlandese passa anche Vettel e si pone in quarta posizione. Un'altra battaglia si accende tra Pérez e Button per l'ottavo posto, col messicano che resiste all'attacco del pilota della McLaren.
Le posizioni di testa rimangono congelate nella parte finale della gara, mentre Daniel Ricciardo è autore di una rimonta che lo porta al quinto posto, dopo aver passato il compagno di team, Vettel, al giro 48, con un sorpasso alla variante della Roggia.
Lewis Hamilton vince per la ventottesima volta, davanti a Nico Rosberg e Felipe Massa, a podio per la prima volta dal Gran Premio di Spagna 2013.

### Risultati
I risultati del Gran Premio sono i seguenti:
| Pos | Nº | Pilota            | Costruttore             | Giri | Tempo/Ritiro | Griglia | Punti |
| --- | -- | ----------------- | ----------------------- | ---- | ------------ | ------- | ----- |
| 1   | 44 | Lewis Hamilton    | Mercedes                | 53   | 1h19'10"236  | 1       | 25    |
| 2   | 6  | Nico Rosberg      | Mercedes                | 53   | +3"175       | 2       | 18    |
| 3   | 19 | Felipe Massa      | Williams-Mercedes       | 53   | +25"026      | 4       | 15    |
| 4   | 77 | Valtteri Bottas   | Williams-Mercedes       | 53   | +40"786      | 3       | 12    |
| 5   | 3  | Daniel Ricciardo  | Red Bull Racing-Renault | 53   | +50"309      | 9       | 10    |
| 6   | 1  | Sebastian Vettel  | Red Bull Racing-Renault | 53   | +59"965      | 8       | 8     |
| 7   | 11 | Sergio Pérez      | Force India-Mercedes    | 53   | +1'02"518    | 10      | 6     |
| 8   | 22 | Jenson Button     | McLaren-Mercedes        | 53   | +1'03"063    | 6       | 4     |
| 9   | 7  | Kimi Räikkönen    | Ferrari                 | 53   | +1'03"535    | 11      | 2     |
| 10  | 20 | Kevin Magnussen   | McLaren-Mercedes        | 53   | +1'06"171    | 5       | 1     |
| 11  | 26 | Daniil Kvjat      | STR-Renault             | 53   | +1'11"184    | 21      |       |
| 12  | 27 | Nico Hülkenberg   | Force India-Mercedes    | 53   | +1'12"606    | 13      |       |
| 13  | 25 | Jean-Éric Vergne  | STR-Renault             | 53   | +1'13"093    | 12      |       |
| 14  | 13 | Pastor Maldonado  | Lotus-Renault           | 52   | +1 giro      | 16      |       |
| 15  | 99 | Adrian Sutil      | Sauber-Ferrari          | 52   | +1 giro      | 14      |       |
| 16  | 8  | Romain Grosjean   | Lotus-Renault           | 52   | +1 giro      | 17      |       |
| 17  | 10 | Kamui Kobayashi   | Caterham-Renault        | 52   | +1 giro      | 18      |       |
| 18  | 17 | Jules Bianchi     | Marussia-Ferrari        | 52   | +1 giro      | 19      |       |
| 19  | 9  | Marcus Ericsson   | Caterham-Renault        | 51   | +2 giri      | PL      |       |
| 20  | 21 | Esteban Gutiérrez | Sauber-Ferrari          | 51   | +2 giri      | 15      |       |
| Rit | 14 | Fernando Alonso   | Ferrari                 | 28   | Elettronica  | 7       |       |
| Rit | 4  | Max Chilton       | Marussia-Ferrari        | 5    | Incidente    | 20      |       |

## Classifiche mondiali

### Piloti
| Pos | Pilota           | Punti |
| --- | ---------------- | ----- |
| 1   | Nico Rosberg     | 238   |
| 2   | Lewis Hamilton   | 216   |
| 3   | Daniel Ricciardo | 166   |
| 4   | Valtteri Bottas  | 122   |
| 5   | Fernando Alonso  | 121   |
| 6   | Sebastian Vettel | 106   |
| 7   | Jenson Button    | 72    |
| 8   | Nico Hülkenberg  | 70    |
| 9   | Felipe Massa     | 55    |
| 10  | Kimi Räikkönen   | 41    |
| 11  | Sergio Pérez     | 39    |
| 12  | Kevin Magnussen  | 38    |
| 13  | Jean-Éric Vergne | 11    |
| 14  | Romain Grosjean  | 8     |
| 15  | Daniil Kvjat     | 8     |
| 16  | Jules Bianchi    | 2     |

### Costruttori
| Pos | Costruttore             | Punti |
| --- | ----------------------- | ----- |
| 1   | Mercedes                | 454   |
| 2   | Red Bull Racing-Renault | 272   |
| 3   | Williams-Mercedes       | 177   |
| 4   | Ferrari                 | 162   |
| 5   | McLaren-Mercedes        | 110   |
| 6   | Force India-Mercedes    | 109   |
| 7   | STR-Renault             | 19    |
| 8   | Lotus-Renault           | 8     |
| 9   | Marussia-Ferrari        | 2     |

## Decisioni della FIA
Al termine della gara, Esteban Gutiérrez, giunto diciannovesimo, è penalizzato di venti secondi sul tempo totale per aver causato una collisione con Romain Grosjean, finendo così la gara all'ultimo posto.